# Zi Shui
Der Fluss Zi Shui (chinesisch 資水 / 资水; engl. Zi River / Tzu River) oder Zi Jiang (資江 / 资江,  Zī Jiāng,  Tzu¹ Chiang¹), auch Zi-Fluss, in Zentral-Hunan ist einer der wichtigsten Zuflüsse des Dongting-Sees (Dongting Hu). Er ist 653 km lang und hat ein Einzugsgebiet von 28.100 Quadratkilometern.
Er hat einen südlichen und einen westlichen Quellfluss. Der südliche entspringt im Süden des Kreises Ziyuan des Autonomen Gebiets Guangxi der Zhuang, der westliche im Autonomen Kreis Chengbu der Miao (in Hunan). Erst ab Shuangjiangkou im Kreis Shaoyang trägt er den Namen Zi Shui bzw. Zi Jiang. 